# Асмодей (Marvel Comics)
См. также Асмодей
Асмодей (англ. Asmodeus) - вымышленный персонаж во Вселенной Marvel. Асмодей - внепространственный демон, подчиненный Мефисто, который уже неоднократно конфликтовал с первым Призрачным гонщиком.

## История публикаций
Асмодей впервые появился в Ghost Rider #53 (Февраль 1981) и был создан Майком Флейшером и Доном Перлином.
Персонаж впоследствии появился в Ghost Rider #64 (Январь 1982) и #76 (Январь 1983).

## Вымышленная биография персонажа
В своем первом появлении, Асмодей посылает демона Табикантру манипулировать и всячески уничтожить Призрачного гонщика и получить контроль над Заратосом. Табикантра в конечном счете оборачивается против Асмодея, помогая герою освободиться от демонического влияния.
Асмодей позже захватил Призрачного гонщика, но ещё раз не получил контроль над Заратосом. Позже, Асмодей пытался обмануть Мефисто, чтобы получить контроль над Заратосом. Однако, Асмодей потерпел неудачу и по-видимому уничтожен Мефисто.
Мрачный - слуга Асмодея и такой же враг Заратоса и Блэйза.
Во время сюжетной линии Fear Itself, Асмодей принял участие в Защите Дьявола, где они говорили об угрозе Змеи на Земле.

## Другие персонажи по имени Асмодей

Асмодей, слуга Сатанниша

За эти годы были несколько второстепенных персонажей с именем "Асмодей", появляющихся в Marvel Comics. Это:
- Доктор Чарльз Бентон, бывший коллега доктора Стивена Стрэнджа и бывший лидер Сыновей Сатанниша[5]. Он умер, сражаясь со Стрэнджем, но был дан ещё один шанс на жизнь Сатаннишем, который в конечном счете возвратил Бентона к смерти, когда он оказался неспособным к убийству любого из Защитников в обмене[6].
- Асмодей, член сатанинского культа "Последователей Пути Левой Руки". Он был фаворитом Утренней Звезды.
- Асмодей, аморфный, подобный капле демон вызван Анклавом. Создан Марвом Вольфманом и Стивом Дитко[7].
- Асмодей, член с крыльями летучей мыши Нелюдей[8].
- Асмодей, лорд ада, очень обсуждаемый, хотя никогда не был замечен, в мини-серии 1991 Tomb of Dracula Марва Вольфмана и Джина Колана, опубликованной под импритом Marvel Epic Comics. Его сила частично была ответственной за воскрешение Дракулы[9].
- Асмодей Джонс, сценический псевдоним Оззи Палмера, рок-певца, который получил силу от своей демонической матери Фашимы, в обмен на свои выступающие магические ритуалы, чтобы истощать своих поклонников их жизненной силой и передавать её Фашиме. Он был побежден Защитниками[10].
- Азмодей, птицеподобный демон, который жил в Амулете Азмодея и служил Мастеру Столпотворению. Он будет периодически появляться из амулета и общаться со Столпотворением[11].
- Асмодиар, враг Короля Артура[12].